# Crazy Ex-Girlfriend (2.ª temporada)
A segunda temporada de Crazy Ex-Girlfriend estreou na The CW em 21 de outubro de 2016 e terminou em 3 de fevereiro de 2017. A temporada consiste em 13 episódios e estrelado por Rachel Bloom como Rebecca Bunch, uma jovem advogada que se encontra buscando um relacionamento com o objeto de sua obsessão, Josh Chan, enquanto continua sua busca para encontrar a verdadeira felicidade. É co-estrelado por Vincent Rodriguez III, Santino Fontana, Donna Lynne Champlin, Pete Gardner, Vella Lovell, e Gabrielle Ruiz.

## Elenco
Principal
- Rachel Bloom como Rebecca Bunch
- Vincent Rodriguez III como Josh Chan
- Santino Fontana como Greg Serrano
- Donna Lynne Champlin como Paula Proctor
- Pete Gardner como Darryl Whitefeather
- Vella Lovell como Heather Davis
- Gabrielle Ruiz como Valencia Perez

Recorrente
- Eugene Cordero como Alex
- Gina Gallego como a Sra. Hernandez
- Jacob Guenther como Chris
- Amy Hill como Lourdes Chan
- David Hull como White Josh
- Erick Lopez como Hector
- Johnny Ray Meeks como Kevin
- Steve Monroe como Scott Proctor
- Elijah Nelson como Brendan Proctor
- Robin Thomas como Marco Serrano
- Rene Gube como o pai Brah
- Michael McMillan como Tim
- Burl Moseley como Jim
- Michael Hyatt como o Dr. Noelle Akopian
- Esther Povitsky como Maya
- Stephnie Weir como Karen
- Parvesh Cheena como Sunil Odhav
- Brittany Snow como Anna Hicks
- Danny Jolles como George
- Scott Michael Foster como Nathaniel Plimpton III
- Tovah Feldshuh como Naomi Bunch

Convidado
- Yael Grobglas como Trina
- Paul Welsh como Trent Maddock
- Steele Stebbins como Tommy Proctor
- Patti LuPone como Rabbi Shari
- Rachel Grate como Audra Levine
- David Grant Wright como Nathaniel Plimpton II
- Seth Green como Patrick
- John Allen Nelson como Silas Bunch
- Alberto Issac como Joseph Chan
- Tess Paras e Coryn Mabalot como Jayma e Jastenity Chan

## Episódios
Cada música listada é cantada por Rebecca, exceto as entre parênteses.
| N.º na série | N.º na temp. | Título                                               | Dirigido por         | Escrito por                                    | Exibição original      | Audiência (milhões) |
| --- | ------------ | ---------------------------------------------------- | -------------------- | ---------------------------------------------- | ---------------------- | ------------------- |
| 19 | 1            | "Where Is Josh's Friend?"                            | Marc Webb            | Rachel Bloom & Aline Brosh McKenna & Marc Webb | 21 de outubro de 2016  | 0.53                |
| Músicas: "Love Kernels"; "We Should Definitely Not Have Sex Right Now" (cantado por Rebecca e Josh) |              |                                                      |                      |                                                |                        |                     |
| 20 | 2            | "When Will Josh See How Cool I Am?"                  | Jay Chandrasekhar    | Rene Gube                                      | 28 de outubro de 2016  | 0.45                |
| Músicas: "Maybe This Dream" (sung by Paula); "Greg's Drinking Song" (cantado por Greg); "I Could If I Wanted To (Reprise)" (cantado por Greg); "Ping Pong Girl" (cantado por Josh)                                                          |              |                                                      |                      |                                                |                        |                     |
| 21 | 3            | "All Signs Point to Josh... Or Is It Josh’s Friend?" | Stuart McDonald      | Rachel Specter & Audrey Wauchope               | 4 de novembro de 2016  | 0.54                |
| Músicas: "The Math of Love Triangles"; "Period Sex" |              |                                                      |                      |                                                |                        |                     |
| 22 | 4            | "When Will Josh and His Friend Leave Me Alone?"      | Paul Briganti        | Erin Ehrlich                                   | 11 de novembro de 2016 | 0.53                |
| Músicas: "It Was a Shit Show" (cantado por Greg); "We Tapped That Ass" (cantado por Greg e Josh); "Makey Makeover" |              |                                                      |                      |                                                |                        |                     |
| 23 | 5            | "Why Is Josh's Ex-Girlfriend Eating Carbs?"          | Erin Ehrlich         | Sono Patel                                     | 18 de novembro de 2016 | 0.50                |
| Músicas: "Thought Bubbles" (cantado por Josh); "Triceratops Ballet" (dançado por Valencia, Rebecca e Josh); "Thought Bubbles (Reprise)" (cantado por Anna)                                                                                  |              |                                                      |                      |                                                |                        |                     |
| 24 | 6            | "Who Needs Josh When You Have a Girl Group?"         | Stuart McDonald      | Jack Dolgen                                    | 2 de dezembro de 2016  | 0.60                |
| Músicas: "Friendtopia" (cantado por Rebecca, Heather, e Valencia); "Trent is Getting Ready Song" (cantado por Trent); "Stuck in the Bathroom" (cantado por Heather); "This Song Goes in a Loop Dee Loop"                                    |              |                                                      |                      |                                                |                        |                     |
| 25 | 7            | "Who's the Cool Girl Josh Is Dating?"                | Jude Weng            | Michael Hitchcock                              | 9 de dezembro de 2016  | 0.54                |
| Músicas: "Research Me Obsessively" (cantado por Anna); "Period Sex (Reprise)"; "Let Me Call You Sweetheart" (cantado por the West Brovinas); "You Go First" (cantado por Rebecca e Paula)                                                   |              |                                                      |                      |                                                |                        |                     |
| 26 | 8            | "Who Is Josh's Soup Fairy?"                          | Linda Mendoza        | Rachel Specter & Audrey Wauchope               | 6 de janeiro de 2017   | 0.71                |
| Músicas: "So Maternal"; "Duh!" (cantado por Josh) |              |                                                      |                      |                                                |                        |                     |
| 27 | 9            | "When Do I Get to Spend Time with Josh?"             | Kabir Akhtar         | Rachel Bloom & Aline Brosh McKenna             | 6 de janeiro de 2017   | 0.63                |
| Músicas: "Who's the New Guy?" (cantado por Paula, Tim (Michael McMillian), George, Maya, e Karen); "George's Turn" (cantado por George) |              |                                                      |                      |                                                |                        |                     |
| 28 | 10           | "Will Scarsdale Like Josh's Shayna Punim?"           | Alex Hardcastle      | Dan Gregor & Doug Mand                         | 13 de janeiro de 2017  | 0.55                |
| Músicas: "We'll Never Have Problems Again" (cantado por Rebecca & Josh); "Period Sex (Reprise II)" (cantado por Naomi); "Remember That We Suffered" (cantado por Rabbi Shari (Patti LuPone), Naomi, & ensemble)                             |              |                                                      |                      |                                                |                        |                     |
| 29 | 11           | "Josh Is the Man of My Dreams, Right?"               | Michael Patrick Jann | Elisabeth Kiernan Averick                      | 20 de janeiro de 2017  | 0.57                |
| Músicas: "Santa Ana Winds" (sung by the Santa Ana Winds); "Let's Have Intercourse" (sung by Nathaniel); "You're My Best Friend (and I Know I'm Not Yours)" (cantado por Darryl); "The Math of Love Triangles (Reprise)" (cantado por Karen) |              |                                                      |                      |                                                |                        |                     |
| 30 | 12           | "Is Josh Free in Two Weeks?"                         | Alex Hardcastle      | Katie Schwartz                                 | 27 de janeiro de 2017  | 0.59                |
| Músicas: "Man Nap" (cantado por Darryl, Tim, e Jim); "(Tell Me I'm Okay) Patrick" |              |                                                      |                      |                                                |                        |                     |
| 13 | 31           | "Can Josh Take a Leap of Faith?"                     | Aline Brosh McKenna  | Aline Brosh McKenna                            | 3 de fevereiro de 2017 | 0.58                |
| Músicas: "What a Rush to be a Bride" (cantado por Rebecca e Paula); "Rebecca's Reprise" |              |                                                      |                      |                                                |                        |                     |

## Produção
A série foi renovada para uma segunda temporada em 11 de março de 2017. Em 23 de maio de 2016, foi anunciado que Gabrielle Ruiz, que interpreta Valencia, foi promovida a série para regular na segunda temporada. Em novembro de 2016, foi anunciado que Santino Fontana estaria saindo da série, no episódio quatro da segunda temporada.

### Resposta crítica
| Respostas críticas   | Respostas críticas |
| Rotten Tomatoes      | Metacritic         |
| -------------------- | ------------------ |
| 100% (15 avaliações) | 86 (8 avaliações)  |

A segunda temporada de Crazy Ex-Girlfriend recebeu críticas positivas dos críticos. No Rotten Tomatoes, tem uma classificação recente de 100% baseado 15 comentários, com uma média ponderada de 9/10. O consenso crítico do site diz, "Crazy Ex-Girlfriend" continua deliciosamente esquisito, envolvente e ainda mais corajoso e confiante em sua saída do segundo ano." No Metacritic, a temporada tem uma pontuação de 86 em 100 com base em 8 críticos, indicando "aclamação universal".

## Ratings
| №  | Título                                               | Exibição original      | Rating/share (18–49) | Audiência (em milhões) |
| -- | ---------------------------------------------------- | ---------------------- | -------------------- | ---------------------- |
| 1  | "Where is Josh's Friend?"                            | 21 de outubro de 2016  | 0.2/1                | 0.53                   |
| 2  | "When Will Josh See How Cool I Am?"                  | 28 de outubro de 2016  | 0.2/1                | 0.45                   |
| 3  | "All Signs Point to Josh... Or is it Josh's Friend?" | 4 de novembro de 2016  | 0.2/1                | 0.54                   |
| 4  | "When Will Josh and His Friend Leave Me Alone?"      | 11 de novembro de 2016 | 0.2/1                | 0.53                   |
| 5  | "Why is Josh's Ex-Girlfriend Eating Carbs?"          | November 18, 2016      | 0.2/1                | 0.50                   |
| 6  | "Who Needs Josh When You Have a Girl Group?"         | 2 de dezembro de 2016  | 0.2/1                | 0.60                   |
| 7  | "Who's the Cool Girl Josh is Dating?"                | 9 de dezembro de 2016  | 0.2/1                | 0.54                   |
| 8  | "Who Is Josh's Soup Fairy?"                          | 6 de janeiro de 2017   | 0.2/1                | 0.71                   |
| 9  | "When Do I Get to Spend Time with Josh?"             | 6 de janeiro de 2017   | 0.2/1                | 0.63                   |
| 10 | "Will Scarsdale Like Josh's Shayna Punim?"           | 13 de janeiro de 2017  | 0.2/1                | 0.55                   |
| 11 | "Josh is the Man of My Dreams, Right?"               | 20 de janeiro de 2017  | 0.2/1                | 0.57                   |
| 12 | "Is Josh Free in Two Weeks?"                         | 27 de janeiro de 2017  | 0.2/1                | 0.59                   |
| 13 | "Can Josh Take a Leap of Faith?"                     | 3 de fevereiro de 2017 | 0.2/1                | 0.58                   |

## Lançamentos

### Trilha sonora
"Crazy Ex-Girlfriend: Original Television Soundtrack (Season 2)" foi lançado em 3 de março de 2017. Ele inclui todas as músicas da segunda temporada, juntamente com demos a cappella áspera de Bloom de "Santa Ana Winds" e "Rebecca's Reprise" ao lado de Adam Schlesinger e Stephen M. duas músicas que não chegaram ao final da série.

### DVD
A Warner Archive Collection lançou a segunda temporada como um DVD de fabricação sob demanda exclusivamente para varejistas on-line.